# Sojuz (lanciatore)
Sojuz (in russo Союз?, "unione"  11A511)   è una famiglia di sistemi di lancio non riutilizzabili sviluppati da RKK Ėnergija e prodotti dal RKC Progress a Samara, in Russia. Con più di 1700 voli all'attivo dal suo debutto nel 1966, il Sojuz è il lanciatore più utilizzato al mondo.
Dal 2011 al 2020, è stato l'unico mezzo che potesse portare astronauti verso la Stazione spaziale internazionale a causa del pensionamento dello Space Shuttle, ma il 30 maggio 2020 la Crew Dragon prodotta da SpaceX in collaborazione con la NASA ha trasportato un equipaggio verso la stazione.
I veicoli Sojuz sono usati come lanciatori delle capsule Sojuz con equipaggio Sojuz nell'ambito del programma Sojuz, nonché per lanciare i veicoli Progress senza equipaggio di rifornimento per la Stazione Spaziale Internazionale e per lanci commerciali gestiti da Starsem e Arianespace. Tutti i razzi Sojuz usano propellente a base di RP-1 e ossigeno liquido (LOX), con l'eccezione del Sojuz-U2, che usava Syntin, una variante del RP-1, con LOX. La famiglia Sojuz è un sottoinsieme della famiglia di lanciatori R-7.
I Sojuz possono partire da vari spazioporti sparsi per il globo, dal Cosmodromo di Bajkonur, dal Cosmodromo di Pleseck, dal Cosmodromo Vostočnyj e dal Centre spatial guyanais.

## Storia
Il lanciatore Sojuz venne prodotto nel 1966 e derivava dai razzi Voschod che a loro volta derivavano dai razzi Vostok, basati sui razzi 8K74 noti anche come R-7, un missile balistico intercontinentale. Inizialmente il Sojuz era prodotto come razzo a tre stadi con lo stadio superiore chiamato Block I; aveva una lunghezza totale di 45,60 m, una massa di 308 t e un diametro di 10,30 m per il primo stadio e 2,95 m per il secondo stadio; poteva lanciare in un'orbita bassa (200 km di altezza) un carico utile di 6 450 kg.
Dal razzo R-7 derivò anche la variante Molnija con quattro stadi che era in grado di immettere i satelliti in orbite molto ellittiche.
Dalla prima versione del Sojuz vennero sviluppate le varianti Sojuz-L nel 1970 e Sojuz-M nel 1971. Un'altra variante del razzo Sojuz era il Sojuz-U, che fu lanciata per la prima volta nel 1973; questa versione del razzo aveva una lunghezza di 50,70 m ed era in grado di portare in orbita bassa (200 km) un carico utile di 7 200 kg.
La produzione del Sojuz ebbe un picco tra gli anni sessanta ed ottanta quando divenne il lanciatore più utilizzato al mondo con più di 850 lanci con lo stesso modello di razzo. Il razzo è basato su un modello molto vecchio ma anche molto affidabile ed economico, due condizioni molto apprezzate dai clienti commerciali.

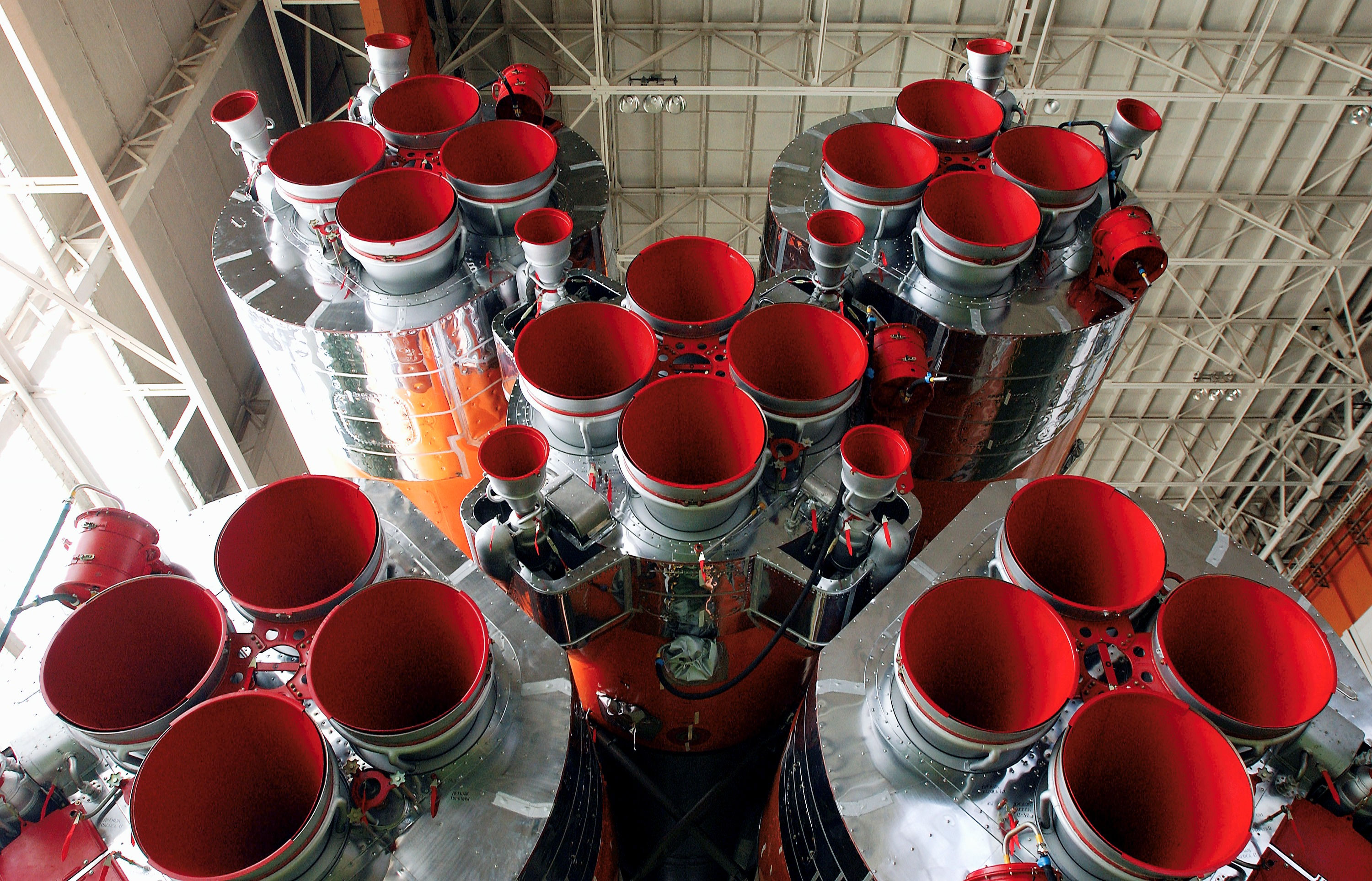
Motori del lanciatore Sojuz

Nei primi anni novanta si è iniziato il progetto per ammodernare il lanciatore Sojuz ridisegnandolo con un quarto stadio superiore Fregat. Il motore Fregat venne sviluppato dalla NPO Lavočkin basandosi sul modello della sonda Phobos. Sebbene l'Agenzia Spaziale Russa e il Ministero della difesa russo avessero firmato un contratto nel 1993 per il Rus (da russificazione e ammodernamento del Sojuz) decisero in seguito di cambiarne il nome in Sojuz 2. Successivamente il progetto venne abbandonato per scarsità di fondi. Nel giugno del 1996 venne creata la Starsem, dalla società arrivarono i fondi per creare una variante meno ambiziosa del precedente progetto Sojuz-Fregat detta anche Sojuz U/Fregat. Questa variante era un Sojuz-U leggermente modificato con un quarto stadio Fregat. La variante aveva una lunghezza di 46,10 m ed era in grado di trasportare un carico utile fino a 5000 kg in un'orbita di 450 km di altezza e di 1350 kg in orbita di trasferimento geostazionaria. Nell'aprile del 1997 Starsem ottenne un contratto dall'Agenzia Spaziale Europea per lanciare con due razzi Sojuz-Fregat i quattro satelliti del programma Cluster. Prima di aver introdotto il nuovo modello di lanciatore, Starsem lanciò 24 satelliti della costellazione Globalstar in 6 lanci utilizzando lo stadio riutilizzabile Ikar tra il 22 settembre 1999 e il 22 novembre 1999.
Dopo i test preliminari, svoltisi il 9 febbraio 2000 e il 20 marzo 2000, il nuovo lanciatore venne usato per lanciare i satelliti Cluster il 16 giugno 2000 e il 9 agosto 2000. Nel maggio 2001 entrò in uso la versione Sojuz FG, che poteva lanciare in orbita bassa (200 km) un carico utile di 7 100 kg; questa versione venne usata per i lanci del veicolo spaziale Sojuz verso la Stazione spaziale internazionale. Un'ulteriore e più potente variante del razzo Sojuz-Fregat, la Sojuz FG/Fregat (che poteva mettere in orbita bassa un carico utile di 7 800 kg), lanciò la missione Mars Express da Baikonur nel giugno 2003. Ora il lanciatore Sojuz-Fregat viene utilizzato per trasportare carichi commerciali.
Il primo sviluppo del Sojuz-2, chiamato Sojuz-2-1a (dotato del sistema di guida digitale e del terzo stadio modificato ma non dei nuovi motori) è partito il 4 novembre 2004 da Pleseck per un volo suborbitale. La versione completa del Sojuz-2, chiamata Sojuz-2-1b, è stata utilizzata il 19 ottobre 2006 per lanciare il satellite MetOp-A dal Cosmodromo di Bajkonur.
Il lungo successo dei lanci Sojuz è stato interrotto il 15 ottobre 2002 quando un Sojuz U lanciando un satellite Foton-M1 (Foton-13) da Pleseck esplose dopo 29 secondi dalla partenza. Una persona morì e otto furono ferite. Un altro fallimento si ebbe il 21 giugno 2005 durante il lancio di un satellite di comunicazione militare Molniya dal sito di lancio di Pleseck. Il lancio utilizzava una variante a quattro stadi del razzo Sojuz chiamato Molnija-M. Il volo terminò sei minuti dopo la partenza quando il terzo stadio non si accese o il secondo stadio non si separò dal terzo. Il secondo e il terzo stadio del razzo si schiantarono nella regione di Tjumen' in Siberia.
Il lanciatore Sojuz (la nuova versione Sojuz/ST) è entrato a febbraio 2007 a far parte dei razzi utilizzati dall'Agenzia Spaziale Europea per i suoi lanci e per le sue attività commerciali. Il primo lancio è stato effettuato il 21 ottobre 2011 (primi due satelliti di Galileo IOV). Il razzo è gestito da una società mista euro-russa ed è lanciato dal Centre spatial guyanais nella Guyana francese (una piattaforma di lancio dedicata è stata costruita negli ultimi anni proprio per questo scopo).
La NASA e la Roskosmos hanno prolungato fino al 2025 la loro collaborazione per i voli misti sul Stazione Spaziale Internazionale, per il quale la Russia ha garantito la sua partecipazione fino al 2028 mentre gli USA pensano di sostenerla fino al 2030

## Varianti
- Sojuz 11A511 (1966-1975)
- Sojuz-L 11A511L (1970-1971)
- Sojuz-M 11A511M (1971-1976)
- Sojuz-U 11A511U (1973-2017)
- Sojuz-U2 11A511U2 o 11A511K (1982-1995)
- Sojuz FG 11A511U-FG (2001-2019)
- Sojuz-2 14A14 (2006-oggi)

## Stadi

### Primo stadio
Il primo stadio è composto da quattro razzi conici disposti attorno al secondo stadio, un po' come se fossero dei booster laterali, alimentati a ossigeno liquido e RP-1. Ognuno dei 4 componenti ha una massa totale di 44,5 tonnellate, di cui 39,2 costituite dal propellente; sono alti 19,6 metri e hanno una larghezza massima di 2,68 metri. Ogni razzo laterale del primo stadio ha un solo motore RD-107, con un impulso specifico di 245 secondi al livello del mare e di 310 nel vuoto. La camera di combustione raggiunge una pressione di 58,5 bar e il motore è capace di erogare una spinta di 838 kN alla partenza.

### Secondo stadio
Il secondo stadio è formato da un singolo elemento cilindrico di 2,95 metri di diametro, è insolitamente più alto del primo stadio con 28 metri di lunghezza. La massa a pieno carico è di 105,4 tonnellate, di cui 95,4 costituite solamente dal propellente. IL motore è un RD-108 simile a quello del primo stadio, con una spinta di 779 kN, impulso specifico di 264 secondi al livello del mare e 311 nel vuoto; la pressione raggiunta in camera di combustione è di soli 51 bar.

### Terzo stadio
Il terzo stato ha due varianti, il Block I e Improved Block-I (usato nel Sojuz-2-1b), entrambe usate solamente nel vuoto. Con una massa totale di 25,2 tonnellate, ne contiene circa 22 di propellente. È alto solo 6,7 metri e ha un diametro di 2,66 metri. Nella versione Block I il motore RD-0110 ha una spinta di 298 kN, un impulso specifico di 330 secondi e la camera di combustione raggiunge una pressione di 68 bar. La versione migliorata, con il motore RD-0124, l'impulso specifico sale a 359 s e la pressione a 162 bar.